# Beaulieu (Ardennes)
Beaulieu is een plaats en voormalige gemeente in het Franse departement Ardennes in de regio Grand Est.

## Geschiedenis
Op 1 januari 1973 fuseerde de gemeente met La Neuville-aux-Tourneurs tot de gemeente Neuville-lez-Beaulieu. Beaulieu kreeg de status van commune associée van de nieuwe gemeente.

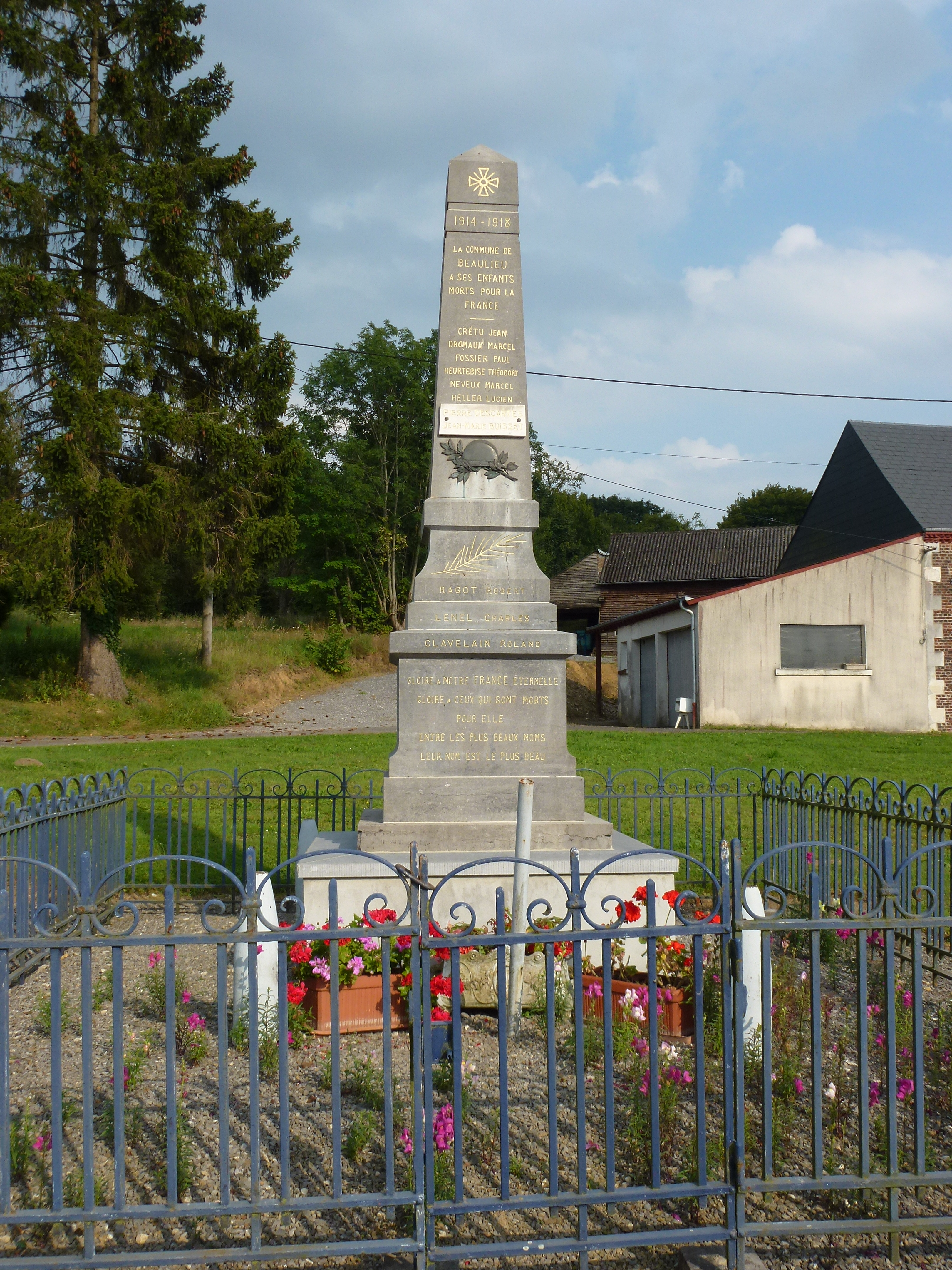
Het oorlogsmonument van Beaulieu